# Урожайновский сельский совет (Советский район)
Урожайновский сельский совет (укр. Урожайнівська сільська рада, крымскотат. Ferngeym köy şurası) — административно-территориальная единица в Советском районе в составе АР Крым Украины (фактически до 2014 года), ранее до 1991 года — в составе Крымской области УССР в СССР, до 1954 года — в составе Крымской области РСФСР в СССР, до 1945 года — в составе Крымской АССР РСФСР в СССР. Расположен на востоке района, в степном Крыму, у границы с Кировским районом на побережье Сиваша. Население по переписи 2001 года — 1598 человек.
К 2014 году состоят из 2 сёл:
- Урожайное
- Присивашное

## История
Ференгеймский сельсовет был образован в 1930-е годы (на 1940 год он уже существовал). Указом Президиума Верховного Совета РСФСР от 21 августа 1945 года Ференгеймский сельсовет был переименован в Урожайновский. С 25 июня 1946 года сельсовет в составе Крымской области РСФСР. 26 апреля 1954 года Крымская область была передана из состава РСФСР в состав УССР. На 15 июня 1960 года в составе совета числились 3 населённых пункта:
- Лиманка,
- Присивашное,
- Урожайное

Указом Президиума Верховного Совета УССР «Об укрупнении сельских районов Крымской области», от 30 декабря 1962 года Советский район был упразднён и сельский совет включили в Нижнегорский. 8 декабря 1966 года Советский район был восстановлен и совет вновь включили в его состав. Тот же состав совета сохранялся на 1968 и 1977 год. Между 1 июня 1977 года и 1984 годом, поскольку в постановлениях о ликвидации, опубликованных позже, не значится, была ликвидирована Лиманка и совет обрёл современный состав. С 12 февраля 1991 года сельсовет в восстановленной Крымской АССР, 26 февраля 1992 года переименованной в Автономную Республику Крым. С 21 марта 2014 года — аннексирован Россией. Законом «Об установлении границ муниципальных образований и статусе муниципальных образований в Республике Крым» от 4 июня 2014 года территория административной единицы была объявлена муниципальным образованием со статусом сельского поселения.